# آدا (آلاباما)
آدا (به انگلیسی: Ada) یک منطقهٔ مسکونی در ایالات متحده آمریکا است که در آلاباما واقع شده‌است. آدا ۹۸٫۱۵ متر بالاتر از سطح دریا قرار دارد.